# Pseudasellodes daphnogethes
Pseudasellodes daphnogethes là một loài bướm đêm trong họ Geometridae.